# منهج دراسي
في مجال التربية، يُعرف مِنهاج الدراسة (بالإنجليزية: Curriculum) على نطاق واسع على أنه مجموع خبرات الطلبة التي تحدث في العملية التعليمية. يشير المصطلح غالبًا على وجه التحديد إلى التسلسل المخطط للتعليم، أو إلى وجهة نظر خبرات الطالب فيما يتعلق بالأهداف التعليمية للمعلم أو المدرسة. قد يتضمن المنهج التفاعل المخطط للتلاميذ مع المحتوى التعليمي والمواد والموارد والعمليات لتقييم تحقيق الأهداف التعليمية. تنقسم المناهج الدراسية إلى عدة فئات: الصريحة، والضمنية (بما في ذلك الخفية)، والمستبعدة، واللامنهجية.
قد تكون المناهج الدراسية موحدة بإحكام أو قد تتضمن مستوى عال من استقلالية المعلم أو المتعلم. لدى العديد من البلدان مناهج وطنية في التعليم الابتدائي والثانوي.
تتمثل المهمة الأساسية لمكتب اليونسكو الدولي للتعليم في دراسة المناهج وتنفيذها في جميع أنحاء العالم.

## أصل المصطلح

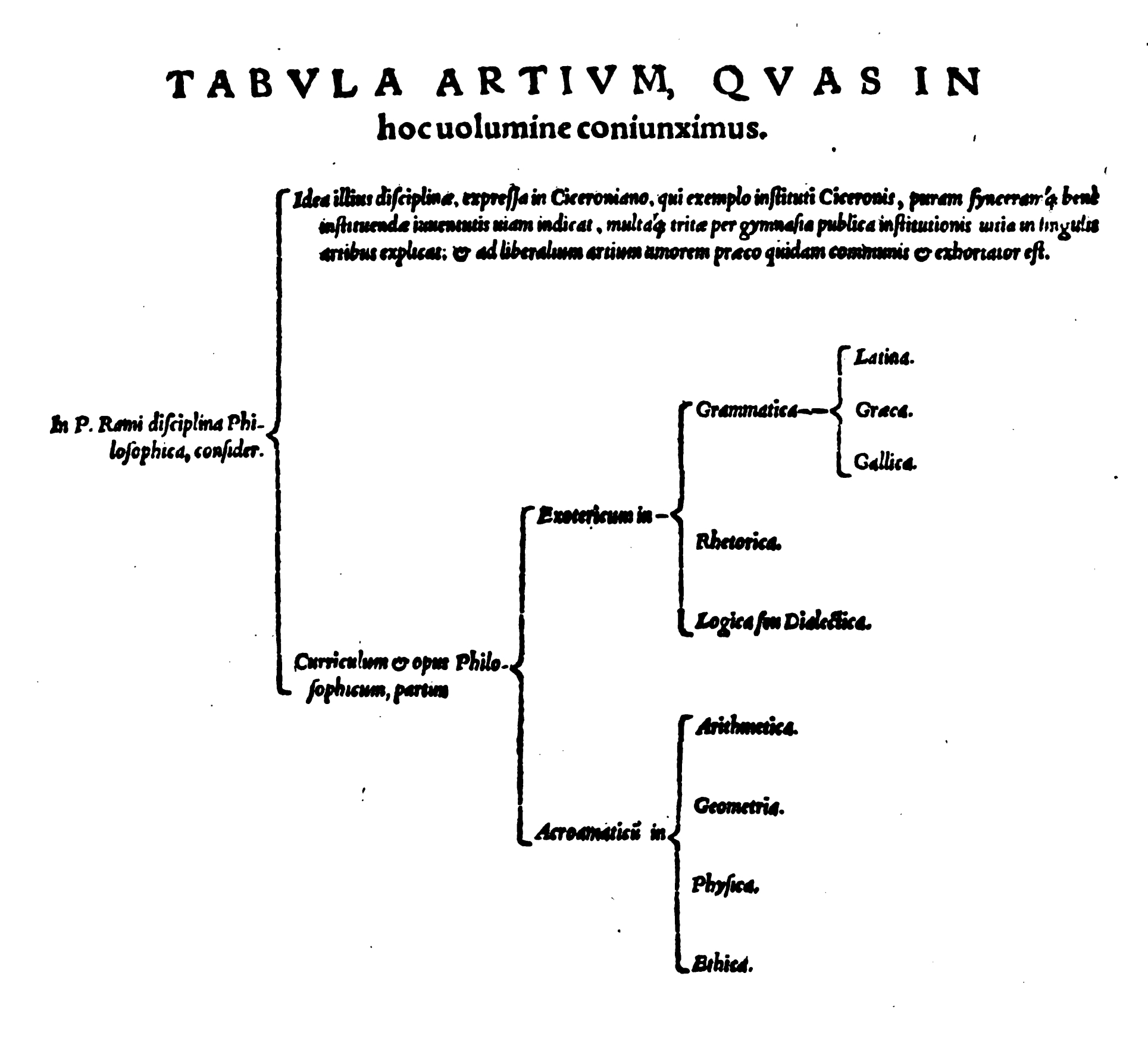
نشر أول استخدام لمصطلح "Curriculum" في عام 1576.

بدأت كلمة "منهاج الدراسة" (بالإنجليزية: Curriculum) ككلمة لاتينية تعني "سباق" أو "مسار السباق" (والتي بدورها مشتقة من الفعل currere الذي يعني "الجري/المضي قدمًا"). الكلمة "مأخوذة من استخدام لاتيني حديث منقول للمناهج اللاتينية الكلاسيكية "الجري، الدورة، المهنة" (أيضًا "عربة سريعة، سيارة سباق")، من currere "يركض" (من جذر اللغة الهندية الأوروبية البدائية *kers- "يركض"). أول استخدام معروف في سياق تعليمي كان في Professio Regia، وهو عمل لأستاذ جامعة باريس بيتروس راموس نُشر بعد وفاته عام 1576. ظهر هذا المصطلح لاحقًا في سجلات جامعة لايدن عام 1582. تبدو أصول الكلمة مرتبطة ارتباطًا وثيقًا بالرغبة الكالفينية في تحقيق نظام أكبر للتعليم.
بحلول القرن السابع عشر، أشارت جامعة غلاسكو أيضًا إلى الدورة أو المقرر الدراسي "course" الخاص بها باعتباره منهجًا دراسيًا "Curriculum"، مما أدى إلى أول استخدام معروف للمصطلح باللغة الإنجليزية في عام 1633. وبحلول القرن التاسع عشر، كانت الجامعات الأوروبية تشير بشكل روتيني إلى مناهجها الدراسية لوصف المقرر الدراسي الكامل (كما هو الحال بالنسبة للحصول على شهادة في الجراحة) ودورات معينة ومحتواها. بحلول عام 1824، عرفت الكلمة على أنها "دورة دراسية، وخاصة دورة دراسية ثابتة في كلية أو جامعة أو مدرسة".

## التعريفات والتفسيرات

### التفسيرات المهنية
لا يوجد تعريف متفق عليه بشكل عام للمنهج الدراسي. هناك تعريفات مختلفة تصف هذا المصطلح.
ومن خلال قراءات سميث وديوي وكيلي يمكن تعريف أربعة أنواع من المناهج الدراسية على النحو التالي:
- المنهج الصريح: المواد التي سيتم تدريسها، وتحدد على أنها مهمة المدرسة، وترتبط بالمعرفة والمهارات التي تتوقع المدرسة من الطلاب الناجحين اكتسابها.
- المنهج الضمني: الدروس التي تنشأ من ثقافة المدرسة والسلوكيات والاتجاهات والتوقعات التي تميز تلك الثقافة، أي المنهج غير المقصود.
- المنهج الخفي: الأشياء التي يتعلمها الطلاب، بسبب الطريقة التي يتم بها تخطيط وتنظيم عمل المدرسة ولكنها ليست في حد ذاتها مدرجة بشكل واضح في التخطيط أو حتى في وعي المسؤولين عن الترتيبات المدرسية. يُنسب المصطلح نفسه إلى فيليب دبليو جاكسون ولا يُقصد به دائمًا أن يكون سلبيًا. إن المنهج الخفي، إذا تحققت إمكاناته، يمكن أن يفيد الطلاب والمتعلمين في جميع الأنظمة التعليمية. كما أنها لا تشمل فقط البيئة المادية للمدرسة، بل العلاقات التي تكونت أو لم تتكون بين الطلاب والطلاب الآخرين أو حتى الطلاب والمعلمين.[18]
- المنهج المستبعد: الموضوعات أو وجهات النظر المستبعدة على وجه التحديد من المنهج.

وقد يأتي أيضًا في شكل أنشطة خارج المنهج. وقد يشمل ذلك البرامج التي ترعاها المدرسة، والتي تهدف إلى استكمال الجانب الأكاديمي من تجربة المدرسة أو البرامج والأنشطة المجتمعية. تشمل أمثلة البرامج اللامنهجية التي ترعاها المدرسة الرياضة والأندية الأكاديمية والفنون المسرحية. يمكن تنفيذ البرامج والأنشطة المجتمعية في المدرسة بعد ساعات العمل ولكنها لا ترتبط مباشرة بالمدرسة. تتوسع البرامج المجتمعية بشكل متكرر في المناهج الدراسية التي تم تقديمها في الفصل الدراسي. على سبيل المثال، يمكن تعريف الطلاب بالحفاظ على البيئة في الفصل الدراسي. يتم تطوير هذه المعرفة بشكل أكبر من خلال برنامج مجتمعي. يتصرف المشاركون بعد ذلك بناءً على ما يعرفونه من خلال مشروع الحفاظ على البيئة. قد تشمل الأنشطة المجتمعية اللامنهجية "النوادي البيئية، الكشافة، والمجموعات الدينية".
يعرّف كير المنهج بأنه "كل التعلم الذي يتم التخطيط له وتوجيهه من قبل المدرسة، سواء تم إجراؤه في مجموعات أو بشكل فردي، داخل المدرسة أو خارجها."
يرى براسلافسكي أن المنهج الدراسي هو اتفاق بين المجتمعات، والمهنيين التربويين، والدولة حول ما يجب على المتعلمين تعلمه خلال فترات محددة من حياتهم. علاوة على ذلك، يحدد المنهج "لماذا وماذا ومتى وأين وكيف ومع من نتعلم."
يقول سميث إن "المنهج الدراسي لن يشير عمومًا إلى الأهمية النسبية لموضوعاته أو الترتيب الذي ستدرس به. فعندما لا يزال الناس يساوون المنهج الدراسي بالخطة الدراسية، فمن المرجح أن يحدوا من تخطيطهم للنظر في المحتوى أو مجموعة المعرفة التي يرغبون في نقلها."
وفقًا لسميث، يمكن ترتيب المنهج الدراسي إلى إجراء:
الخطوة الأولى: تشخيص الاحتياجات.
الخطوة الثانية: صياغة الأهداف.
الخطوة الثالثة: اختيار المحتوى.
الخطوة الرابعة: تنظيم المحتوى.
الخطوة الخامسة: اختيار خبرات التعلم.
الخطوة السادسة: تنظيم خبرات التعلم.
الخطوة السابعة: تحديد ما يجب تقييمه وطرائق ووسائل القيام بذلك.

### أنواع المناهج
في ظل بعض التعريفات، يكون المنهج توجيهيًا، ويستند إلى منهج أكثر عمومية يحدد فقط الموضوعات التي يجب فهمها وإلى أي مستوى لتحقيق درجة أو معيار معين.
قد يشير المنهج أيضًا إلى خطة دراسية محددة ومقررة، والتي يجب على الطلاب إنجازها من أجل اجتياز مستوى معين من التعليم. على سبيل المثال، قد تناقش مدرسة ابتدائية كيفية تصميم مناهجها الدراسية لتحسين نتائج الاختبارات الوطنية أو مساعدة الطلاب على تعلم المهارات الأساسية. قد يشير المعلم الفردي أيضًا إلى منهجه الدراسي، أي جميع المواد التي سيتم تدريسها خلال العام الدراسي. يتم ترتيب الدورات في تسلسل لجعل تعلم الموضوع أسهل. في المدارس، يمتد المنهج الدراسي إلى عدة درجات.
من ناحية أخرى، قد تشير المدرسة الثانوية إلى مناهجها باعتبارها الدورات المطلوبة للحصول على شهادة الدبلوم. وقد يشيرون إليها أيضًا بنفس الطريقة تمامًا مثل المدرسة الابتدائية ويستخدمونها للإشارة إلى كل من الدورات الفردية اللازمة للنجاح بالإضافة إلى العرض الشامل للدورات، مما يساعد في إعداد الطالب للحياة بعد المدرسة الثانوية.
يمكن رؤية المنهج من وجهات نظر مختلفة. ما تعتبره المجتمعات تعليمًا وتعلمًا مهمًا يشكل المنهج "المقصود". وبما أنه يتم تقديمه عادة في الوثائق الرسمية، فقد يطلق عليه أيضًا المنهج "المكتوب" أو "الرسمي". ومع ذلك، على مستوى الفصل الدراسي، قد يتم تغيير هذا المنهج المقصود من خلال مجموعة من التفاعلات المعقدة في الفصل الدراسي، وما يتم تقديمه بالفعل يمكن اعتباره المنهج "المنفذ". إن ما يتعلمه المتعلمون حقًا (أي ما يمكن تقييمه وإظهاره كنتائج تعلم أو كفاءات) يشكل المنهج "المنجز" أو "المكتسب". بالإضافة إلى ذلك، تشير نظرية المنهج إلى منهج "مخفي" (أي التطور غير المقصود للقيم والمعتقدات الشخصية للمتعلمين والمعلمين والمجتمعات؛ أو التأثير غير المتوقع للمنهج؛ أو الجوانب غير المتوقعة لعملية التعلم). يجب على أولئك الذين يطورون المنهج المقصود أن يضعوا جميع هذه الأبعاد المختلفة للمنهج في الاعتبار. وفي حين أن المنهج "المكتوب" لا يستنفد معنى المنهج، إلا أنه مهم لأنه يمثل رؤية المجتمع. عادة ما يتم التعبير عن المنهج "المكتوب" في وثائق شاملة وسهلة الاستخدام، مثل أطر المناهج الدراسية أو المناهج/المناهج الموضوعية، وفي مواد تعليمية ذات صلة ومفيدة، مثل الكتب المدرسية وأدلة المعلمين وأدلة التقييم.
في بعض الحالات، يرى الناس المنهج بالكامل من حيث المواضيع التي يتم تدريسها، وكما هو محدد ضمن مجموعة الكتب المدرسية، وينسون الأهداف الأوسع للكفاءات والتنمية الشخصية. هذا هو سبب أهمية إطار المنهج. فهو يضع المواضيع ضمن هذا السياق الأوسع، ويظهر كيف يجب أن تساهم خبرات التعلم ضمن المواضيع في تحقيق الأهداف الأوسع.
يتم تعريف المنهج الدراسي دائمًا تقريبًا فيما يتعلق بالتعليم. ووفقا للبعض، فهو التقسيم الرئيسي بين التعليم الرسمي وغير الرسمي. ومع ذلك، في بعض الظروف، قد يتم تطبيقه أيضًا على التعليم غير الرسمي أو إعدادات التعلم ذات الاختيار الحر. على سبيل المثال، قد يكون لدى متحف العلوم "منهج دراسي" للموضوعات أو المعروضات التي يرغب في تغطيتها. حاولت العديد من برامج ما بعد المدرسة في الولايات المتحدة تطبيق هذا المفهوم؛ عادةً ما يحقق هذا نجاحًا أكبر عندما لا يتمسك بشكل صارم بتعريف المنهج كمنتج أو كمجموعة من المعرفة التي سيتم نقلها. وبدلاً من ذلك، فإن التعليم غير الرسمي وبيئات التعلم ذات الاختيار الحر أكثر ملاءمة لنموذج المنهج الدراسي كممارسة أو تطبيق عملي.

### المفهوم التاريخي
ومهما كانت أصول ونوايا المناهج المبكرة، فقد ظهرت وظيفة غرس الثقافة في زمن بابل القديمة. جاءت المناهج الرومانية القديمة لتؤكد على المهارات اليونانية واللاتينية، مع التركيز على دراسة الشعر الكلاسيكي. وقد أثر هذا النموذج على مناهج التعليم في العصور الوسطى وعصر النهضة.
في السنوات الأولى من القرن العشرين، كان المفهوم التقليدي للمنهج هو "أنه مجموعة من الموضوعات أو المواد التي يعدها المعلمون ليتعلمها الطلاب". لقد كان مرادفًا لـ"دورة الدراسة" و"الخطة الدراسية".
في The Curriculum، أول كتاب دراسي نُشر حول هذا الموضوع، في عام 1918، قال جون فرانكلين بوبيت إن المنهج، كفكرة، له جذوره في الكلمة اللاتينية التي تعني مسار السباق، موضحًا المنهج باعتباره مسار الأفعال والسلوك. التجارب التي من خلالها يصبح الأطفال بالغين كما ينبغي أن يكونوا ناجحين في وقت لاحق من الحياة. علاوة على ذلك، يشمل المنهج النطاق الكامل للأفعال التكوينية والخبرات التي تحدث داخل المدرسة وخارجها -مثل التجارب غير المخططة وغير الموجهة أو تلك الموجهة عمدًا للتكوين الهادف لأعضاء المجتمع البالغين- وليس فقط التجارب التي تحدث في المدرسة.
بالنسبة لبوبيت، يعتبر المنهج بمثابة ساحة للهندسة الاجتماعية. وفقًا لافتراضاته الثقافية وتعريفاته الاجتماعية، فإن صياغة مناهجه لها سمتان بارزتان:
- أن الخبراء العلميين سيكونون مؤهلين ومبررين بشكل أفضل لتصميم المناهج الدراسية بناءً على معرفتهم المتخصصة بالصفات المرغوبة في الأفراد البالغين في المجتمع، وما هي التجارب التي من شأنها أن تولد الصفات المذكورة
- يتم تعريف المنهج على أنه الأفعال والخبرات التي يجب أن يمتلكها الطالب ليصبح شخصًا بالغًا

ومن ثم فقد عرّف المنهج بأنه نموذج مثالي، وليس كواقع ملموس للأفعال والخبرات التي تشكل من وماذا يصبح الناس.
ترفض وجهات النظر المعاصرة للمناهج الدراسية هذه السمات من مسلمات بوبيت، ولكنها تحتفظ بأساس المنهج باعتباره مسارًا للخبرة (التجارب) التي تحول البشر إلى أشخاص. تتم دراسة التكوين الشخصي عبر المناهج الدراسية على المستويين الشخصي والجماعي، أي الثقافات والمجتمعات (مثل التكوين المهني والانضباط الأكاديمي من خلال الخبرة التاريخية). إن تكوين المجموعة يكون متبادلاً، حيث يتم تكوين المشاركين الأفراد فيها.
على الرغم من ظهوره رسميًا في تعريف بوبيت، إلا أن المنهج الدراسي باعتباره دورة من الخبرة التكوينية يتخلل أيضًا أعمال جون ديوي (1859–1952)، الذي اختلف مع بوبيت في الأمور المهمة. على الرغم من أن الفهم المثالي لبوبيت وديوي لـ"المنهج الدراسي" يختلف عن الاستخدامات الحالية المقيدة للكلمة، إلا أن مؤلفي المناهج والباحثين يشتركون فيها عمومًا على أنها فهم مشترك وموضوعي للمنهج الدراسي. التنمية لا تعني مجرد إخراج الشيء من العقل. إنها تطوير الخبرة والخبرة المطلوبة حقًا.
اعتبر روبرت ماينارد هاتشينز (1899-1977)، رئيس جامعة شيكاغو، المنهج بمثابة "دراسات دائمة" حيث يتم التركيز على قواعد النحو والبلاغة والمنطق والرياضيات في التعليم الأساسي. يجب أن يركز التعليم الأساسي على الراءات الثلاثة -في الإنجليزية- (القراءة، الكتابة والحساب)، ويجب أن يرتكز التعليم الجامعي على التعليم الليبرالي. من ناحية أخرى، يرى آرثر بيستور (1908-1994)، وهو من أصحاب الماهوية، أن مهمة المدرسة يجب أن تكون التدريب الفكري. ومن ثم، يجب أن يركز المنهج على التخصصات الفكرية الأساسية مثل النحو والأدب والكتابة. ويجب أن تشمل أيضًا الرياضيات والعلوم والتاريخ واللغة الأجنبية.
وفقا لجوزيف شواب، إن الانضباط هو المصدر الوحيد للمناهج الدراسية. في نظامنا التعليمي، ينقسم المنهج إلى أجزاء من المعرفة تسمى مجالات المواضيع في التعليم الأساسي بما في ذلك اللغة الإنجليزية والرياضيات والعلوم والدراسات الاجتماعية. في الكلية، قد يشمل الانضباط العلوم الإنسانية والعلوم واللغات وغيرها الكثير. يجب أن تتكون المناهج بالكامل من المعرفة التي تأتي من مختلف التخصصات. اقترح ديوي أن تعلم الدرس يجب أن يكون أكثر إثارة للاهتمام وفائدة من تلقي التوبيخ، أو التعرض للسخرية، أو مطالبتك بالبقاء بعد المدرسة، من بين عقوبات أخرى.
وبالتالي، يمكن النظر إلى المنهج على أنه مجال للدراسة. وتتكون من أسسها (الأسس الفلسفية والتاريخية والنفسية والاجتماعية)، ومجالات المعرفة، بالإضافة إلى نظرياتها ومبادئها البحثية. يجب أن تكون المناهج الدراسية كمجال للدراسة علمية ونظرية. يهتم هذا المجال بالقضايا الاجتماعية والأكاديمية الواسعة والتاريخية والفلسفية. يقترح مارك سميث تعريفًا أوليًا لـ"المنهج الدراسي" قدمه جون كير وتناوله فيك كيلي في عمله القياسي حول المنهج الدراسي: "كل التعلم الذي تخطط له المدرسة وتوجهه، سواء تم إجراؤه في مجموعات أو بشكل فردي داخل المدرسة أو خارجها".
هناك أربع طرق للتعامل مع نظرية المنهج وتطبيقاته:
1. المنهج كمجموعة من المعرفة التي سيتم نقلها
2. المنهج كمحاولة لمساعدة الطلاب على تحقيق الهدف
3. المنهج كعملية
4. المنهج كتطبيق عملي

في السنوات الأخيرة توسع مجال التعليم والمناهج الدراسية خارج جدران الفصول الدراسية وإلى أماكن أخرى، مثل المتاحف. ضمن هذه الإعدادات، يعد المنهج الدراسي موضوعًا أوسع، بما في ذلك العديد من المعلمين والأشياء غير الحية مثل أجهزة الجولات الصوتية، وحتى المتعلمين أنفسهم. كما هو الحال مع الفكرة التقليدية للمنهج، يمكن أن يتكون المنهج في بيئة تعليمية حرة الاختيار من المنهج المعلن الصريح والمنهج المخفي؛ وكلاهما يساهم في تجربة المتعلم والدروس المستفادة من التجربة. وتتفاقم هذه العناصر بشكل أكبر بسبب البيئة والتأثيرات الثقافية والحالة الذهنية للمتعلم. يتم الاستفادة من المتاحف وغيرها من الأماكن المماثلة بشكل شائع في إعدادات الفصول الدراسية التقليدية كتعزيزات للمناهج الدراسية عندما يقوم المعلمون بتطوير مناهج دراسية تشمل زيارات إلى المتاحف وحدائق الحيوان وأحواض السمك.

### وجهات النظر التقدمية
من ناحية أخرى، بالنسبة للتقدميين، فإن قائمة المواد المدرسية والمناهج الدراسية والدورات الدراسية وقوائم الدورات ذات التخصصات المحددة لا تشكل منهجًا دراسيًا. لا يمكن أن تسمى هذه المناهج إلا إذا تم تحقيق المواد المكتوبة من قبل المتعلم. بشكل عام، يتم تعريف المنهج على أنه إجمالي خبرات التعلم للفرد. يرتكز هذا التعريف على تعريف جون ديوي للخبرة والتعليم. ورأى أن التفكير التأملي هو وسيلة لتوحيد عناصر المنهج. الفكر لا يشتق من العمل بل يختبر بالتطبيق.
نظر كاسويل وكامبل إلى المناهج الدراسية على أنها "جميع الخبرات التي يكتسبها الأطفال تحت إشراف المعلمين". وقد شارك سميث وستانلي وشورز هذا التعريف عندما عرّفوا المنهج بأنه "سلسلة من التجارب المحتملة التي تم إعدادها في المدارس بغرض تأديب الأطفال والشباب بطرق جماعية في التفكير والتصرف".
المنهج كعملية هو عندما يدخل المعلم إلى مدرسة معينة وحالة معينة مع القدرة على التفكير النقدي، وفهم دوره وتوقعات الآخرين منه، ومقترح للعمل الذي يحدد المبادئ والميزات الأساسية للقاء التعليمي. مسترشدين بهذه الأمور، فإنهم يشجعون المحادثات بين ومع الأشخاص الموجودين في الموقف الذي قد يخرج منه مسار تفكير وعمل. بالإضافة إلى ذلك، يقوم المعلم باستمرار بتقييم العملية وما يمكن رؤيته من النتائج.
ينظر مارش وويليس إلى المناهج على أنها جميع "الخبرات في الفصل الدراسي التي يخطط لها وينفذها المعلم، ويتعلمها الطلاب أيضًا."
إن أي تعريف للمنهج الدراسي، إذا أريد له أن يكون فعالًا ومنتجًا من الناحية العملية، يجب أن يقدم أكثر بكثير من مجرد بيان حول محتوى المعرفة أو مجرد الموضوعات التي يجب على المدرسة تدريسها أو نقلها أو تقديمها. قد يجادل البعض في هذا السياق بأن القيم المتضمنة في الترتيبات التي تتخذها المدارس لتلاميذها موجودة بشكل واضح تمامًا في وعي المعلمين والمخططين، ومرة أخرى خاصة عندما يكون المخططون سياسيين، ويتم قبولهم بشكل واضح أيضًا كجزء من ما يفعله التلاميذ. يجب أن يتعلموا في المدرسة، حتى لو لم يتم الاعتراف بهم بشكل علني من قبل التلاميذ أنفسهم. وبعبارة أخرى، فإن أولئك الذين يصممون المناهج الدراسية يخططون عمدا لـ"الثقافة التعبيرية" للمدارس. إذا كان الأمر كذلك، فسيتم "إخفاء" المنهج فقط عن التلاميذ أو منهم، والقيم التي سيتم تعلمها بوضوح من جزء مما تم التخطيط له للتلاميذ. ولذلك، يجب قبولها كجزء كامل من المنهج الدراسي، وخاصة باعتبارها محورًا مهمًا لأنه يجب طرح الأسئلة المتعلقة بشرعية مثل هذه الممارسات.
حاليًا، يتم الترويج للمنهج الحلزوني باعتباره يسمح للطلاب بإعادة النظر في محتوى الموضوع في مستويات مختلفة من تطور الموضوع الذي تتم دراسته. يقترح النهج البنائي أن تعلم الأطفال يكون بشكل أفضل من خلال المشاركة النشطة في البيئة التعليمية، كما هو الحال في التعلم من خلال الاكتشاف.

## اللامساواة بين الجنسين في المناهج الدراسية
اللامساواة بين الجنسين في المناهج الدراسية هي عدم معاملة الرجال والنساء على قدم المساواة في عدة أنواع من المناهج الدراسية. وبشكل أكثر دقة، فإن اللامساواة بين الجنسين واضحة في المناهج الدراسية في كل من المدارس ومعاهد تعليم المعلمين. تعد التربية البدنية مثالاً على تسليط الضوء على قضايا المساواة بين الجنسين بسبب الصور النمطية المسبقة عن الأولاد والبنات. الاعتقاد العام هو أن الأولاد أفضل في الأنشطة البدنية من البنات، وأن الفتيات أفضل في الأنشطة "المنزلية" مثل الخياطة والطبخ. وهذا هو الحال في العديد من الثقافات حول العالم ولا يقتصر على ثقافة واحدة فقط.